# Ecodonia tchrinaria
Ecodonia tchrinaria es un género de polilla de la familia Geometridae. El género fue descrito por primera vez por Charles Oberthür en 1893 y se puede encontrar con endemismo en la China oriental. Los sintipos de la especie fueron descritos a nivel de la aldea de Muping, en las mesetas de Sichuan.